# Hugh Green
Pour les articles homonymes, voir Green.
College Football Hall of Fame 1996
(en) Statistiques sur pro-football-reference
Hugh Donell Green (né le 27 juillet 1959 à Natchez) est un joueur américain de football américain.

## Carrière

### Université
Green étudie à l'université de Pittsburgh où il joue avec l'équipe de football américain de l'université. Il est trois fois nommé All-American en 1978, 1979 et 1980 ainsi que la seconde équipe All-America en 1977. En quatre ans joué avec les Panthers, il remporte trois bowl : deux Gator Bowls et un Fiesta Bowl. Lors du dernier match de la saison 1980 à domicile, l'université décide de retirer le maillot #99 que porte Green. Les derniers matchs de Green en universitaire sont le Hula Bowl.
Le bilan de l'originaire de Natchez à Pittsburgh est de 460 tacles et cinquante-trois sacks. Green est un des prétendants sérieux au Trophée Heisman 1980. Il a remporté les trois autres grands titres universitaire : le Walter Camp Award, le Maxwell Award et le Lombardi Award. Il doit se contenter de la seconde place des votes avec 861 points derrière le vainqueur George Rogers avec 1128 points et devant Herschel Walker avec 683 points.

### Professionnel
Hugh Green est sélectionné au premier tour du draft de la NFL de 1981 par les Buccaneers de Tampa Bay au septième choix. L'entraineur John McKay (en) tenait à l'avoir dans ses rangs, le qualifiant de meilleur joueur universitaire au poste de linebacker qu'il est vu en NCAA. Pour sa première saison en professionnel, il est titulaire à tous les matchs des Buccaneers, interceptant ses deux premières passes en professionnel. Il est sélectionné dans l'équipe des rookies de la saison 1981. Il fait deux bonnes saisons où il est sélectionné deux fois au Pro Bowl et cité dans les meilleurs joueurs de la saison. En 1983, il intercepte deux passes et les retournent en un touchdown de trente-trois yards et un de vingt-et-un yards.
Après le huitième match de la saison 1984, il est victime d'un accident de voiture qui le blesse à un œil. Après le cinquième match de la saison 1985, il est échangé aux Dolphins de Miami. Malgré cette bonne saison il fait deux saisons comme remplaçant avant de revenir comme titulaire en 1988 où il fait trois saisons sans rater un seul match. Après la saison 1991, il se retire du football professionnel.

## Statistiques
Green a joué douze saisons en NFL. Il a joué 136 matchs dont 119 comme titulaire, 34 sacks, six interceptions pour deux touchdowns, un fumble et sept récupérés.

## Palmarès
- Vainqueur du Walter Camp Award 1980
- Vainqueur du Maxwell Award 1980
- Vainqueur du Lombardi Award 1980
- Joueur de l'année universitaire 1980 selon Sporting News
- Joueur de l'année universitaire 1980 selon United Press International
- All-America en 1978, 1979 et 1980
- Équipe des rookies de la saison 1981
- Pro Bowl 1982 et 1983
- Maillot #99 retiré des effectifs des Panthers de Pittsburgh